# José Estremera
José Estremera y Cuenca (Lérida, 1852-Madrid-1895) fue un escritor y dramaturgo español.

## Biografía
Nació en Lérida el 7 de noviembre de 1852. Escritor y autor cómico, como poeta colaboró en la revista Madrid Cómico. En su faceta de dramaturgo fue autor de obras como El ventanillo y Música clásica. Sus libretos más populares fueron Las Hijas del Zebedeo, San Franco de Sena y La czarina (estrenada en el Teatro Apolo). Sus juguetes cómicos mejor recibidos fueron De confianza, Hoy entresuelo, El ventanillo y Safo. Falleció el 31 de enero de 1895, en Madrid.